# Società Sportiva Sutor 2011-2012
Questa voce raccoglie le informazioni riguardanti la Società Sportiva Sutor nelle competizioni ufficiali della stagione 2011-2012.

## Stagione
La stagione 2011-2012 della Società Sportiva Sutor, sponsorizzata Fabi Shoes, è la 6ª nel massimo campionato italiano di pallacanestro.
Per la composizione del roster si decise di cambiare formula, passando a quella con 6 giocatori stranieri di cui massimo 2 non appartenenti a Paesi appartenenti alla FIBA Europe. Tuttavia a marzo venne cambiata scelta, decidendo di ritornare alla formula con 5 giocatori stranieri di cui massimo 3 non appartenenti a Paesi appartenenti alla FIBA Europe.

## Roster
| Sutor Montegranro 2011-12 | Sutor Montegranro 2011-12 |
| Giocatori                 | Staff tecnico             |
| ------------------------- | ------------------------- |

| N. | Naz.                                         | Ruolo | Nome              | Anno | Alt.   | Peso   |  |
| -- | -------------------------------------------- | ----- | ----------------- | ---- | ------ | ------ |  |
| 5  | Stati Uniti (bandiera)                       | G     | Coby Karl         | 1983 | 196 cm | 98 kg  |  |
| 6  | Stati Uniti (bandiera)                       | C     | Sean May          | 1984 | 206 cm | 121 kg |  |
| 7  | Italia (bandiera)                            | A     | Giulio Perini     | 1994 | 198 cm | 90 kg  |  |
| 9  | Italia (bandiera)                            | A     | Michele Antonutti | 1986 | 202 cm | 96 kg  |  |
| 10 | Croazia (bandiera) · Italia (bandiera)       | AC    | Sandro Nicević    | 1976 | 210 cm | 112 kg |  |
| 11 | Serbia (bandiera)                            | PG    | Ivan Zoroski      | 1979 | 195 cm | 93 kg  |  |
| 13 | Italia (bandiera)                            | P     | Fabio Di Bella    | 1978 | 186 cm | 85 kg  |  |
| 14 | Italia (bandiera)                            | C     | Valerio Mazzola   | 1988 | 205 cm | 96 kg  |  |
| 15 | Italia (bandiera)                            | AC    | Giorgio Piunti    | 1990 | 206 cm | 102 kg |  |
| 21 | Stati Uniti (bandiera) · Francia (bandiera)  | A     | Tariq Kirksay     | 1979 | 199 cm | 102 kg |  |
| 22 | Stati Uniti (bandiera)                       | G     | Jerel McNeal      | 1987 | 191 cm | 91 kg  |  |
| 33 | Stati Uniti (bandiera) · Svizzera (bandiera) | C     | Greg Brunner      | 1983 | 203 cm | 115 kg |  |
| 44 | Bulgaria (bandiera)                          | AG    | Dejan Ivanov      | 1986 | 205 cm | 103 kg |  |
| -  | Italia (bandiera)                            | AG    | Tommaso Fenati    | 1993 | 202 cm |        |  |
| -  | Italia (bandiera)                            | G     | Manuel Ianuà      | 1994 | 187 cm | 80 kg  |  |
| -  | Italia (bandiera)                            | A     | Marco Vallasciani | 1994 | 195 cm | 78 kg  |  |

| Allenatore |
| - Sharon Drucker (fino al 15 novembre) - Giorgio Valli (dal 15 novembre)                                                       |
| Assistente/i |
| - Vincenzo Cavazzana - Alberto Morea Legenda - (C) Capitano - (IN) Inattivo - Infortunato Roster Aggiornato al: 17 luglio 2017 |

## Mercato

### Sessione estiva
| Acquisti | Acquisti       | Acquisti          | Acquisti      | Acquisti |
| R.       | Nome           | da                | Modalità      |          |
| -------- | -------------- | ----------------- | ------------- | -------- |
| A        | Giulio Perini  | V.L. Pesaro       | definitivo    |          |
| PG       | Ivan Zoroski   | Teramo Basket     | definitivo    |          |
| P        | Fabio Di Bella | Juvecaserta       | definitivo    |          |
| A        | Tariq Kirksay  | Siviglia          | definitivo    |          |
| AC       | Giorgio Piunti | Virtus Civitanova | fine prestito |          |
| AC       | Sandro Nicević | Pall. Treviso     | definitivo    |          |
| G        | Coby Karl      | Olimpia Milano    | definitivo    |          |
| G        | Jerel McNeal   | R.G.V. Vipers     | definitivo    |          |
| C        | Greg Brunner   | Pall. Treviso     | definitivo    |          |
| PG       | Édgar Sosa     | Pall. Biella      | definitivo    |          |
| A        | Demián Filloy  | Crabs Rimini      | fine prestito |          |

| Cessioni | Cessioni           | Cessioni        | Cessioni       |
| R.       | Nome               | a               | Modalità       |
| -------- | ------------------ | --------------- | -------------- |
| A        | P.J. Tucker        | Bamberger       | fine contratto |
| PG       | Édgar Sosa         | Free agent      | rescissione    |
| PG       | Daniele Cavaliero  | V.L. Pesaro     | fine contratto |
| P        | Andrea Cinciarini  | Pall. Cantù     | fine contratto |
| C        | Sharrod Ford       | Bayern Monaco   | fine contratto |
| P        | Anthony Maestranzi | Virtus Roma     | prestito       |
| A        | Demián Filloy      | Pall. Reggiana  | fine contratto |
| P        | Shammond Williams  |                 | ritirato       |
| G        | Allan Ray          | Krka Novo mesto | fine contratto |

### Dopo l'inizio della stagione
| Acquisti | Acquisti      | Acquisti       | Acquisti   | Acquisti |
| R.       | Nome          | da             | Modalità   |          |
| -------- | ------------- | -------------- | ---------- | -------- |
| ALL      | Giorgio Valli | Olimpia Milano | definitivo |          |
| C        | Sean May      | KK Zagabria    | definitivo |          |

| Cessioni | Cessioni          | Cessioni       | Cessioni                | Cessioni |
| R.       | Nome              | a              | Modalità                |          |
| -------- | ----------------- | -------------- | ----------------------- | -------- |
| ALL      | Sharon Drucker    | Free agent     | rescissione consensuale |          |
| A        | Tariq Kirksay     | Free agent     | rescissione consensuale |          |
| C        | Greg Brunner      | Pall. Cantù    | rescissione consensuale |          |
| A        | Michele Antonutti | Pall. Reggiana | rescissione consensuale |          |
| C        | Sean May          | Free agent     | rescissione consensuale |          |